# Индија на Зимским олимпијским играма 2010.
Индији је ово било осмо учешће на Зимским олимпијским играма. На Олимпијским играма 2010., у Ванкуверу, Британска Колумбија у Канади учествовали су са 3 учесника (3 мушкараца), који су се такмичили у три спорта.
На свечаном отварању заставу Индије носио је такмичар у санкању Шива Кешаван.

## Учесници по спортовима
| Спорт           | Мушкарци | Жене | Укупно |
| --------------- | -------- | ---- | ------ |
| Алпско скијање  | 1        | 0    | 1      |
| Скијашко трчање | 1        | 0    | 1      |
| Санкање         | 1        | 0    | 1      |
| Укупно(3)       | 3        | 0    | 3      |

## Алпско скијање
| Такмичар         | Дисциплина | Резултати    | Резултати    | Резултати | Резултати | Резултати     |
| Такмичар         | Дисциплина | 1. трка      | 2. трка      | Укупно    | Заостатак | Пласман/учес  |
| ---------------- | ---------- | ------------ | ------------ | --------- | --------- | ------------- |
| Јамјанг Намгијал | Велеслалом | 1:46,77 (89) | 1:48,15 (81) | 2:44,63   | 57,09     | 81 / 81 (103) |

## Скијашко трчање
| Такмичар    | Дисциплина     | Финале  | Финале    | Финале      |
| Такмичар    | Дисциплина     | Време   | Заостатак | Место/учес. |
| ----------- | -------------- | ------- | --------- | ----------- |
| Таши Лундуп | 15 км слободно | 41:36,8 | 8:00,5    | 83 / 95(96) |

## Санкање
| Такмичар       | Дисциплина  | 1 вожња     | 1 вожња   | 2 вожња     | 2 вожња   | 3 вожња     | 3 вожња   | 4 вожња     | 4 вожња   | Укупно   | Заостатак | Пласман      |
| Такмичар       | Дисциплина  | Резултат    | Заостатак | Резултат    | Заостатак | Резултат    | Заостатак | Резултат    | Заостатак | Укупно   | Заостатак | Пласман      |
| -------------- | ----------- | ----------- | --------- | ----------- | --------- | ----------- | --------- | ----------- | --------- | -------- | --------- | ------------ |
| Shiva Keshavan | Појединачно | 49,561 (31) | 1.393     | 49,529 (27) | 1.127     | 49,597 (29) | 1.253     | 49,786 (31) | 1.615     | 3:18,473 | 5,388     | 29 / 38 (39) |